# Plomodiern
Plomodiern é uma comuna francesa na região administrativa da Bretanha, no departamento Finisterra. Estende-se por uma área de 46,63 km². Em 2010 a comuna tinha 2 257 habitantes (densidade: 48,4 hab./km²).